# Pjotr Stolipin
Pjotr Arkadijevič Stolipin (ruski: Пётр Арка́дьевич Столы́пин; Dresden, 14. travnja 1862. – Kijev, 17. rujna 1911.) - bio je ruski političar. Bio je treći premijer Rusije i ministar unutarnjih poslova Ruskog Carstva od 1906. do atentata 1911. godine.
Rođen u Dresdenu u Njemačkoj, u uglednoj ruskoj aristokratskoj obitelji. Živio je u Litvi deset godina. Stolipin se u vladu uključio od svojih ranih 20.-ih godina. Njegovi uspjesi u javnoj službi doveli su do brzih napredovanja, što je kulminiralo imenovanjem ministrom unutarnjih poslova pod vodstvom Ivana Goremukina u travnju 1906. U srpnju je Stolipin uspio kao premijer nakon Goremukinove ostavke.
Kao premijer, Stolipin je pokrenuo velike agrarne reforme, kojima je seljaštvu dodijelilo pravo privatnog vlasništva nad zemljom. Njegov je mandat također bio obilježen pojačanim revolucionarnim nemirima, na što je on odgovorio novim sustavom ratnoga stanja, koji je omogućavao uhićenje, brzo suđenje i smaknuće optuženih počinitelja. Izložen brojnim pokušajima atentata, Stolipina je u rujnu 1911. u Kijevu smrtno strijeljao revolucionar Dmitrij Bogrov.
Stolipin je bio monarhist i nadao se, da će ojačati prijestolje modernizacijom zaostale ruske seoske ekonomije. Ciljevi su mu bili modernost i učinkovitost, a ne demokracija. Tvrdio je da se zemljišno pitanje moglo riješiti, a revolucija je to spriječila kada je seljački komunalni sustav ukinut i stvorena stabilna zemljoposjednička klasa seljaka - kulaci. Njegovi uspjesi i neuspjesi bili su predmet žestokih kontroverzi među znanstvenicima. Slažu se da je bio jedan od posljednjih glavnih državnika Carske Rusije s jasno definiranim javnim politikama i odlučnošću poduzimanja velikih reformi.